# Alfred Hitchcock: The Art of Making Movies
Alfred Hitchcock: The Art of Making Movies was een 3D-film in Universal Studios Florida die was gebaseerd op de Brits-Amerikaanse filmregisseur Alfred Hitchcock en bestond uit een combinatie van een 3D-film en een live-show.
De attractie werd op 7 juni 1990 in gebruik genomen. Op 3 januari 2003 werd de attractie vervangen door Shrek 4-D.

## Samenvatting
Bezoekers van de attractie kwamen binnen via geluidsstudio 40 bij Universal Studios. Hier nam Hitchcock veel van zijn films op.
Tijdens het wachten voor de attractie kregen gasten alvast een reeks clips uit Hitchcocks bekendste films te zien. Tevens hingen in de hal filmposters van films als Rear Window, The Birds, en Psycho. Eenmaal in het hoofdgebouw kregen alle bezoekers 3D-brillen. Vervolgens gaf een parkmedewerker een korte introductie. Daarna volgde een introfilm waarin Hitchcock (via stock footage) de bezoekers instrueerde hun brillen op te zetten. Direct hierna konden bezoekers beelden van Dial M for Murder in 3D zien. Aan het einde van de film werd het filmdoek klaarblijkelijk kapotgescheurd door vogels uit The Birds. Aan het eind van de voorshow werd vuurwerk afgestoken, waarna de gasten door mochten lopen naar het theater voor de hoofdvoorstelling.
In de hoofdshow kreeg het publiek uitleg van acteur Anthony Perkins over Hitchcocks manier van werken. Als voorbeeld werd de film Psycho genomen.
Na de show kregen bezoekers de kans om rekwisieten en bewaard gebleven decorstukken uit Hitchcocks films te bekijken, zoals een model van de hotelkamer uit Vertigo, een stuk van de carrousel uit Strangers on a Train, een verrekijker uit Rear Window, een stuk van het Vrijheidsbeeld uit Saboteur en een wassen beeld van Hitchcock zelf.
Aan het eind van de attractie bevond zich de Bates Motel Gift Shop, waar authentieke replica's van rekwisieten uit Hitchcocks films te koop waren.

## Rolverdeling
- Alfred Hitchcock – Zichzelf (archiefmateriaal)
- Anthony Perkins – Zichzelf
- Parkmedewerker – Norman Bates
- Parkmedewerker - Marion Crane
- Alice Hirson – Norma Bates (stem)

## Geschiedenis
Universal Studios onthulde de plannen voor de attractie voor het eerst op een persconferentie bij de opening van het park in 1987. De attractie werd onder andere aangeprezen in een reclamefilmpje voor het park, met in de hoofdrol Doc Brown uit de Back to the Future-films.
De attractie werd officieel in gebruik genomen op 7 juni 1990. Aanvankelijk bevatte de attractie nog een extra onderdeel, waarin enkele van de bezoekers de kans kregen om de beroemde douchescène uit Psycho na te spelen als Norman Bates en Marion Crane. Dit werd halverwege de jaren 90 verwijderd.
In 1998 bleek de attractie aan populariteit te verliezen, waarop Universal besloot een vervangende attractie te zoeken. Tijdens de productie van Shrek werd gekozen voor een attractie gebaseerd op deze film.
In juli 2002 maakte Universal officieel bekend dat "Alfred Hitchcock: The Art of Making Movies" zou worden vervangen door Shrek 4-D. Op 3 januari 2003 sloot de attractie haar deuren.
In de huidige attractie, Shrek 4-D, zijn nog wel enkele verwijzingen naar of "Art of Making Movies" verwerkt. Zo hangen er nog steeds rekwisieten uit de films van Hitchcock aan de muur.
Tot op heden is de attractie niet overgenomen door een ander attractiepark.